# Модрушани
Модрушани (итал. Medrosani) и (итал. Modrussani) су насељено место у Републици Хрватској у Истарској жупанији. Административно су у саставу општине Жмињ.

## Географија
Модрушани се налазе 5 км југозападно од средишта општине Жмињa, на надморској висини од 328 метара. Налази се на локалном путру подаље од жупанијских путева од Жмиња према Канфанару и од Жиња према Светвинченату.

## Историја
Модрушани чине целину са околним засеоцима Мачини, Шивати, Крижмани и Оточани. Становници се углавном баве пољопривредом (винова лоза и житарице).
Насеље је настало насељавањем избедлица пред Османлијама у раздобљу 16—17. века, иако је то било гранично поручје између Пазинске кнежије (грофовије) и млетачких поседа. Очувани су примери народне градње у камену с високим оградним зидовима, цистернама и баладурима.
На крају Мачина, налази се црквица св. Квирина, изграђена 1740. на месту старије цркве. Уз државни пут (D 3)) Водњан—Жмињ стоји старија црква св. Марије „Светоморе”, коју народ зове „од мора” (име јој потиче од „Света Марија”). Изграђена је 1723. на месту старије цркве из 12. века. (вероватно више пута обнављана, судећи по прозору с уклесаном годином 1666), као једнобродна капела с тремом што га држе барокне скултуре с плодовима земље у рукама. Испред прочеља је 18-метарски звоник са два звона.
До територијалне реорганизације у Хрватској Модрушани су били у саставу старе општине Ровињ.

## Становништво
Према задњем попису становништва у Хрватској 2011. године у насељу Модрушани живело је 118 становника.
| Број становника по пописима | Број становника по пописима | Број становника по пописима | Број становника по пописима | Број становника по пописима | Број становника по пописима | Број становника по пописима | Број становника по пописима | Број становника по пописима | Број становника по пописима | Број становника по пописима | Број становника по пописима | Број становника по пописима | Број становника по пописима | Број становника по пописима | Број становника по пописима |
| --------------------------- | --------------------------- | --------------------------- | --------------------------- | --------------------------- | --------------------------- | --------------------------- | --------------------------- | --------------------------- | --------------------------- | --------------------------- | --------------------------- | --------------------------- | --------------------------- | --------------------------- | --------------------------- |
| 1857                        | 1869                        | 1880                        | 1890                        | 1900                        | 1910                        | 1921                        | 1931                        | 1948                        | 1953                        | 1961                        | 1971                        | 1981                        | 1991                        | 2001                        | 2011                        |
| 0                           | 0                           | 168                         | 207                         | 253                         | 259                         | 0                           | 0                           | 207                         | 219                         | 189                         | 149                         | 150                         | 129                         | 119                         | 118                         |

Напомена: У 1857, 1869, 1921. у 1931. подаци су садржани у насељу Жмињ, као и део података 1880. Садржи податке за бивше насеље Мачини, које је 1890. до 1910. исказивано као насеље..